# Her Cardboard Lover
Her Cardboard Lover es una película de comedia estadounidense de 1942 dirigida por George Cukor, protagonizada por Norma Shearer (en su último papel cinematográfico), Robert Taylor y George Sanders. El guion de Jacques Deval, John Collier, Anthony Veiller y William H. Wright se basa en la traducción al inglés de la obra de teatro de Deval de 1926, Dans sa candeur naïve, realizada por Valerie Wyngate y P. G. Wodehouse.
La película es la tercera adaptación cinematográfica de la obra, después de The Cardboard Lover en 1928 y The Passionate Plumber en 1932.

## Argumento
El compositor Terry Trindale se siente atraído por Consuelo Croyden, una mujer a la que ve todas las noches en un casino de Palm Beach. Cuando, por fin, se arma de valor para acercarse a ella y expresarle sus sentimientos, es rechazado. Algún tiempo después, Terry tiene una importante deuda de juego, y Consuelo lo contrata como secretario personal. Una de sus tareas será hacerse pasar por su novio para poner celoso al hombre que quiere.

## Reparto
- Norma Shearer como Consuelo Croyden.
- Robert Taylor como Terry Trindale.
- George Sanders como Tony Barling.
- Frank McHugh como Chappie Champagne.
- Elizabeth Patterson como Eva.
- Chill Wills como juez.

## Producción
La producción de Broadway de Her Cardboard Lover había sido puesta en escena en 1927 por Gilbert Miller, con Jeanne Eagels y Leslie Howard en los papeles principales. Aunque solo tuvo 152 funciones, los derechos cinematográficos fueron adquiridos por MGM para Marion Davies, y una adaptación cinematográfica muda llamada The Cardboard Lover se estrenó en 1928. Una gira por Londres de 1928 de la obra fue protagonizada por Tallulah Bankhead, con Leslie Howard repitiendo el papel, en cartelera durante 173 funciones. En 1932, la obra llegó a la pantalla en dos versiones: The Passionate Plumber, dirigida por Edward Sedgwick; y Le plombier amoureux, dirigida por Claude Autant-Lara, ambas protagonizadas por Buster Keaton. En diciembre de 1934, el jefe de producción de MGM, Irving Thalberg, anunció su plan de adaptar la obra para un musical protagonizado por Maurice Chevalier y Grace Moore, pero el proyecto nunca se materializó. A Joan Crawford y Hedy Lamarr les ofrecieron el papel, que finalmente aceptó Norma Shearer, quien eligió a The Cardboard Lover en lugar de La extraña pasajera y La señora Miniver. El fracaso comercial de la nueva versión de George Cukor la impulsó a retirarse de la gran pantalla, aunque, en aquel momento, afirmó que simplemente se estaba tomando unas largas vacaciones.
La canción «I Dare You» fue escrita por Burton Lane y Ralph Freed.

## Lanzamiento

### Taquilla
Según los registros de MGM, la película recaudó 637 000 dólares en taquilla en Estados Unidos y Canadá, y 336 000 dólares en otros lugares, lo que provocó que el estudio sufriera una pérdida de 348 000 dólares.

### Recepción crítica
Bosley Crowther, de The New York Times, observó: «Her Cardboard Lover pudo haber sido una encantadora pieza sin sentido hace quince años, cuando Leslie Howard y Jeanne Eagels la representaron en el escenario del Teatro Empire, [pero] los años no la han tratado con benevolencia, ni tampoco a los actuales revivalistas. El guion, escrito por cuatro escritores cansados, es solo palabrería, y la actuación, bajo la dirección de George Cukor, roza el ridículo. La señorita Shearer o sobreactúa deliberadamente, pero sin ninguna fineza cómica, o ha estado mirando fotos de modelos elegantes en las revistas de moda de alta gama. El señor Taylor, que finalmente había llegado a cierto nivel como actor, ha vuelto a donde empezó: de vuelta como un mueble elegante obligado a hacer los comentarios más insulsos». Posteriormente la nombró una de las diez peores películas del año.
TV Guide le dio a la película 2½ de cuatro estrellas y comentó: «Una comedia farsesca antigua y sobreutilizada, esta historia está manejada con todo el aplomo que se puede esperar de Shearer, Taylor y Sanders; e incluso con Cukor como director, se desmorona rápidamente. ... La propia Shearer sacó esta historia en ruinas de las bóvedas de la MGM por razones que solo ella sabría. Fue un triste canto del cisne para una carrera por lo demás ilustre».